# Ponturin
Der Ponturin ist ein kleiner Gebirgsfluss in den französischen Westalpen, der im Département Savoie der Region Auvergne-Rhône-Alpes östlich der Stadt Chambéry verläuft.

## Geografie

### Verlauf
Der Ponturin entspringt im Vanoise-Massiv unterhalb des Gipfels Aiguille de Val Genêt (2813 m) im Gemeindegebiet von Peisey-Nancroix, entwässert mit einem anfängliche Bogen über Osten generell Richtung Nordwest und mündet nach rund 18 Kilometern im Gemeindegebiet von Landry als linker Nebenfluss in die Isère. Im Oberlauf verläuft der Ponturin im Nationalpark Vanoise, im Mündungsabschnitt quert er die Bahnstrecke Saint-Pierre-d’Albigny–Bourg-Saint-Maurice. Das Gebiet liegt in der historischen Provinz Tarentaise und ist durch sein Skigebiet Paradiski bekannt.

### Orte am Fluss
(Reihenfolge in Fließrichtung)
- Refuge Entre le Lac, Gemeinde Peisey-Nancroix
- Chalet de derrière la Rebe, Gemeinde Peisey-Nancroix
- La Gurraz, Gemeinde Peisey-Nancroix
- Les Lanches, Gemeinde Peisey-Nancroix
- Peisey-Nancroix
- Montchavin, Gemeinde La Plagne Tarentaise
- Landry